# Stefan Lisewski
Stefan Lisewski (* 6. Juli 1933 in Tczew, Polen; † 26. Februar 2016 in Berlin) war ein deutscher Schauspieler.

## Leben und Werk
Lisewski legte das Abitur an der Goethe-Oberschule in Schwerin ab und sammelte erste schauspielerische Erfahrungen als Statist am Schweriner Theater. Danach strebte Lisewski zunächst eine Laufbahn als Hütteningenieur an und bewarb sich zum Studium an der Bergakademie Freiberg. Seine Leidenschaft gehörte jedoch dem Schauspiel; diverse Statistenrollen bei Theateraufführungen konnte er zu diesem Zeitpunkt bereits verbuchen. Dennoch absolvierte er ein Praktikum als Schmelzer in den Ernst-Thälmann-Werken in Magdeburg, da er erst im zweiten Anlauf zum Schauspielstudium an der Staatlichen Schauspielschule in Berlin-Schöneweide zugelassen wurde.
Nach seinem Studium wurde Lisewski 1957 am Berliner Ensemble engagiert, wo er bis 1999 tätig war. Im Brecht-Theater am Schiffbauerdamm gehörte er jahrzehntelang zu den führenden Schauspielern und spielte Hauptrollen in nahezu allen Brecht-Stücken wie den Mackie Messer in der Dreigroschenoper. Neben seiner Bühnentätigkeit erlangte Lisewski große Popularität durch Rollen in Kino- und Fernsehfilmen der DEFA und des Fernsehens der DDR. Bereits sein Leinwanddebüt (Das Lied der Matrosen aus dem Jahr 1958), wo er den Matrosen Jupp König verkörperte, brachte ihm den Durchbruch als Darsteller. Zahlreiche Hauptrollen folgten, wie 1959 in Slatan Dudows Gegenwartsfilm Verwirrung der Liebe, der ihn zum Publikumsliebling werden ließ.

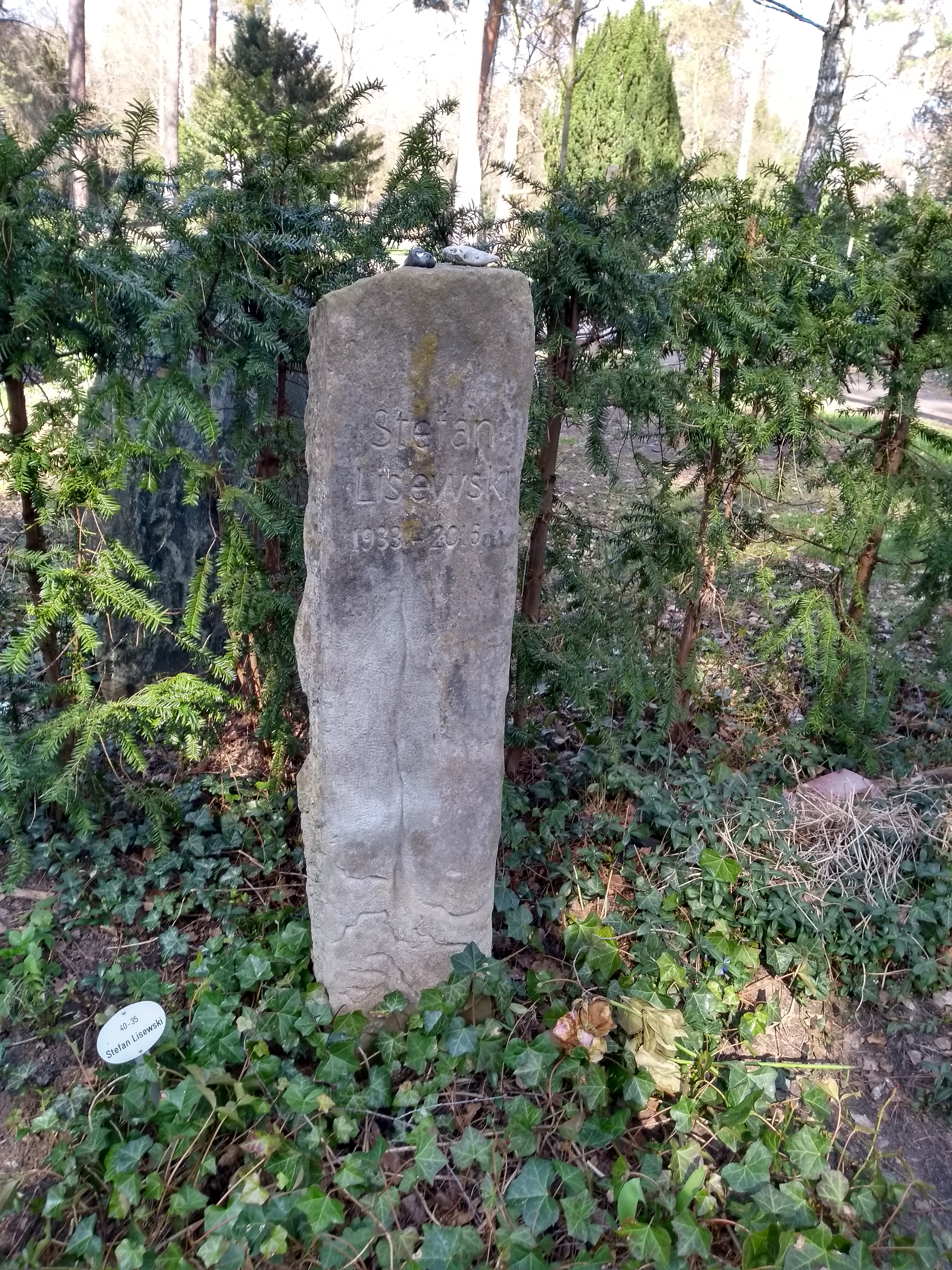
Grab auf dem Friedhof Pankow III

In den 1970er-Jahren konzentrierte sich der Künstler vermehrt auf seine Bühnenkarriere, spielte aber dennoch tragende Rollen in den Kinderserien Spuk unterm Riesenrad und Spuk im Hochhaus. Des Weiteren machte er sich als Sprecher in Hörspielen einen Namen. 1977 wurde er mit dem Kunstpreis der DDR ausgezeichnet.
2002 spielte er den Menschenfresser in der Oper Pollicino von Hans Werner Henze unter der Leitung von Jobst Liebrecht. Die CD-Aufnahme gewann im Jahr 2004 einen Echo.
Bis zuletzt war er in der Rolle des Dogsborough in Brechts Der aufhaltsame Aufstieg des Arturo Ui in der Inszenierung von Heiner Müller zu sehen, die im Juni 1995 Premiere hatte und mehr als 300 Mal im In- und Ausland aufgeführt wurde.
Er war kurzzeitig mit seiner Schauspielkollegin Monika Gabriel verheiratet. 1969 heiratete er seine zweite Ehefrau Karin, mit der er in Berlin lebte. Aus dieser Beziehung gingen zwei Söhne hervor.
Stefan Lisewski starb im Alter von 82 Jahren und wurde auf dem Friedhof Pankow III in Berlin beigesetzt.

## Filmografie (Auswahl)
- 1957: Herr Puntila und sein Knecht Matti (Studioaufzeichnung)
- 1958: Das Lied der Matrosen
- 1959: Der kleine Kuno
- 1959: Maibowle
- 1959: Verwirrung der Liebe
- 1960: Wo der Zug nicht lange hält
- 1961: Der Arzt von Bothenow
- 1961: Mutter Courage und ihre Kinder (Theateraufzeichnung)
- 1961: Der Traum des Hauptmann Loy
- 1961: Eine Handvoll Noten
- 1962: Fernsehpitaval: Auf der Flucht erschossen (Fernsehreihe)
- 1962: Freispruch mangels Beweises
- 1962: Die Jagd nach dem Stiefel
- 1963: Koffer mit Dynamit
- 1965: Chronik eines Mordes
- 1965: Solange Leben in mir ist
- 1966: Die Tage der Commune (Theateraufzeichnung)
- 1970: Tödlicher Irrtum
- 1970: Unter den Linden – Geschichte und Geschichten (Fernsehfilm)
- 1971: Optimistische Tragödie (TV)
- 1971: Pygmalion XII (TV)
- 1971: Anflug Alpha 1
- 1971: Der Staatsanwalt hat das Wort: Handelsrisiko (TV-Reihe)
- 1972: Trotz alledem!
- 1972: Polizeiruf 110: Das Ende einer Mondscheinfahrt (TV-Reihe)
- 1972: Nicht schummeln, Liebling!
- 1973: Susanne und der Zauberring
- 1973: Die Hosen des Ritters von Bredow
- 1973: Der Staatsanwalt hat das Wort: Nachteinkäufe
- 1974: Der aufhaltsame Aufstieg des Arturo Ui (Theateraufzeichnung)
- 1974: Das Schilfrohr (Fernsehfilm)
- 1975: Steckbrief eines Unerwünschten (Fernsehfilm)
- 1975: Blumen für den Mann im Mond
- 1976: Die Leiden des jungen Werthers
- 1976: Polizeiruf 110: Vorurteil? (TV-Reihe)
- 1976: Nelken in Aspik
- 1976: Beethoven – Tage aus einem Leben
- 1977: Dantons Tod (Studioaufzeichnung)
- 1978: Zwerg Nase (Fernsehfilm)
- 1978: Brandstellen
- 1979: Spuk unterm Riesenrad
- 1980: Gevatter Tod
- 1980: Levins Mühle
- 1981: Der Staatsanwalt hat das Wort: Nachtpartie
- 1981: Verflucht und geliebt (Fernsehen, 5 Teile)
- 1982: Der Staatsanwalt hat das Wort: Der Laufsteg
- 1982: Dein unbekannter Bruder
- 1983: Spuk im Hochhaus
- 1983: Pianke (Fernsehfilm)
- 1984: Polizeiruf 110: Schwere Jahre (1. Teil) (TV-Reihe)
- 1984: Polizeiruf 110: Schwere Jahre (2. Teil) (TV-Reihe)
- 1984: Polizeiruf 110: Inklusive Risiko (TV-Reihe)
- 1985: Besuch bei van Gogh
- 1985: Sachsens Glanz und Preußens Gloria
- 1985: Zahn um Zahn (Fernsehserie, 1 Folge)
- 1986: Treffpunkt Flughafen (Fernsehserie, 1 Folge)
- 1987: Spuk von draußen
- 1989: Die Beteiligten
- 1989: Großer Frieden (Theateraufzeichnung)
- 1993: Dämmerung
- 1996: Der aufhaltsame Aufstieg des Arturo Ui
- 1998: Gottes Besuch
- 2003: Dr. Sommerfeld – Neues vom Bülowbogen (Fernsehserie, 1 Folge)
- 2005: Zurück in die Stadt von Morgen
- 2010: Transfer – Der Traum vom ewigen Leben

## Theater
- 1959: Bertolt Brecht: Leben des Galilei – Regie: Erich Engel (Berliner Ensemble)
- 1961: Helmut Baierl: Frau Flinz (Sohn der Frau Flinz) – Regie: Manfred Wekwerth/Peter Palitzsch (Berliner Ensemble)
- 1962: Bertolt Brecht: Die Tage der Commune – Regie: Manfred Wekwerth/Joachim Tenschert (Berliner Ensemble)
- 1966: Sean O’Casey: Purpurstaub (Maurerpolier) – Regie: Hans-Georg Simmgen (Berliner Ensemble)
- 1969: Bertolt Brecht: Das Manifest (Brechtabend Nr. 5) – Regie: Klaus Erforth/Alexander Stillmark (Berliner Ensemble)
- 1969: Helmut Baierl: Johanna von Döbeln (Parteisekretär) – Regie: Manfred Wekwerth/Helmut Rabe (Berliner Ensemble)
- 1969: Wsewolod Wischnewski: Optimistische Tragödie (Wainonen) – Regie: Isot Kilian/Klaus Erforth/Alexander Stillmark (Berliner Ensemble)
- 1970: Bertolt Brecht: Die Dreigroschenoper (Mackie Messer) – Regie: Werner Hecht/Wolfgang Pintzka (Berliner Ensemble)
- 1971: Bertolt Brecht: Die Gewehre der Frau Carrar (Priester) – Regie: Ruth Berghaus (Berliner Ensemble)
- 1972: Peter Hacks Omphale (Daphnis) – Regie: Ruth Berghaus (Berliner Ensemble)
- 1973: Bertolt Brecht: Turandot oder der Kongress der Weißwäscher (Universitätsdirektor Ki Leh) – Regie: Wolfgang Pintzka/Peter Kupke (Berliner Ensemble)
- 1973: Heiner Müller: Zement (Gleb) – Regie: Ruth Berghaus (Berliner Ensemble)
- 1974: Bertolt Brecht nach Christopher Marlowe: Leben Eduards des Zweiten von England (Mortimer) – Regie: Ekkehard Schall/Barbara Berg (Berliner Ensemble)
- 1977: Bertolt Brecht nach Jakob Michael Reinhold Lenz: Der Hofmeister (Major) – Regie: Peter Kupke (Berliner Ensemble)
- 1978: Bertolt Brecht: Leben des Galilei (Federzoni) – Regie: Manfred Wekwerth/Joachim Tenschert (Berliner Ensemble)
- 1983: Bertolt Brecht: Trommeln in der Nacht – Regie: Christoph Schroth (Berliner Ensemble)
- 1986: William Shakespeare: Troilus und Cressida (Paris) – Regie: Manfred Wekwerth (Berliner Ensemble)
- 1988: Bertolt Brecht: Die Mutter (Smilgin) – Regie: Manfred Wekwerth/Joachim Tenschert (Berliner Ensemble)
- 1989: Heiner Müller: Germania Tod in Berlin (mehrere Rollen) – Regie: Fritz Marquardt (Berliner Ensemble)
- 1993: Ödön von Horváth: Sladek – Regie: Fritz Marquardt (Berliner Ensemble)
- 1995: Bertolt Brecht: Der aufhaltsame Aufstieg des Arturo Ui (Dogsborough) – Regie: Heiner Müller (Berliner Ensemble)

## Hörspiele
- 1971: Bertolt Brecht: Die Tage der Commune (Philippe Favre) – Regie: Manfred Wekwerth/Joachim Tenschert (Hörspiel – Litera)
- 1979: Leonid Solowjow: Nasreddin in Buchara (Arslanbeg, Oberwächter) – Regie: Dieter Scharfenberg (Kinderhörspiel – Litera)
- 1984: Thomas Heise: Schweigendes Dorf (Dr. Berner) – Regie: Thomas Heise (Hörspiel – Rundfunk der DDR)
- 1985: Vaclav Cibulka: Der Golem (Heinrich) – Regie: Uwe Haacke (Kinderhörspiel – Rundfunk der DDR)
- 1985: Franz Fühmann: Das blaue Licht – Regie: Barbara Plensat (Fantasy, Märchen für Erwachsene – Rundfunk der DDR)
- 1989: Luise Rinser: Detektivin Susi löst einen ungewöhnlichen Fall (Vater) – Regie: Manfred Täubert (Kinderhörspiel – Rundfunk der DDR)
- 1991: Alexander Wolkow: Der Zauberer der Smaragdenstadt (Eiserner Holzfäller) – Regie: Dieter Scharfenberg (Hörspiel – Litera junior)
- 1991: Alexander Wolkow: Urfin und seine Holzsoldaten (Eiserner Holzfäller) – Regie: Dieter Scharfenberg (Hörspiel – Litera junior)
- 1998: Michail Bulgakow: Der Meister und Margarita (Rattenschlächter) – Regie: Petra Meyenburg (Hörspiel (30 Teile) – MDR)